# 飛鳥山停留場
飛鳥山停留場（日语：／ Asukayama teiryūjo */?）是一個位於東京都北區瀧野川一丁目，屬於荒川線的停留場。

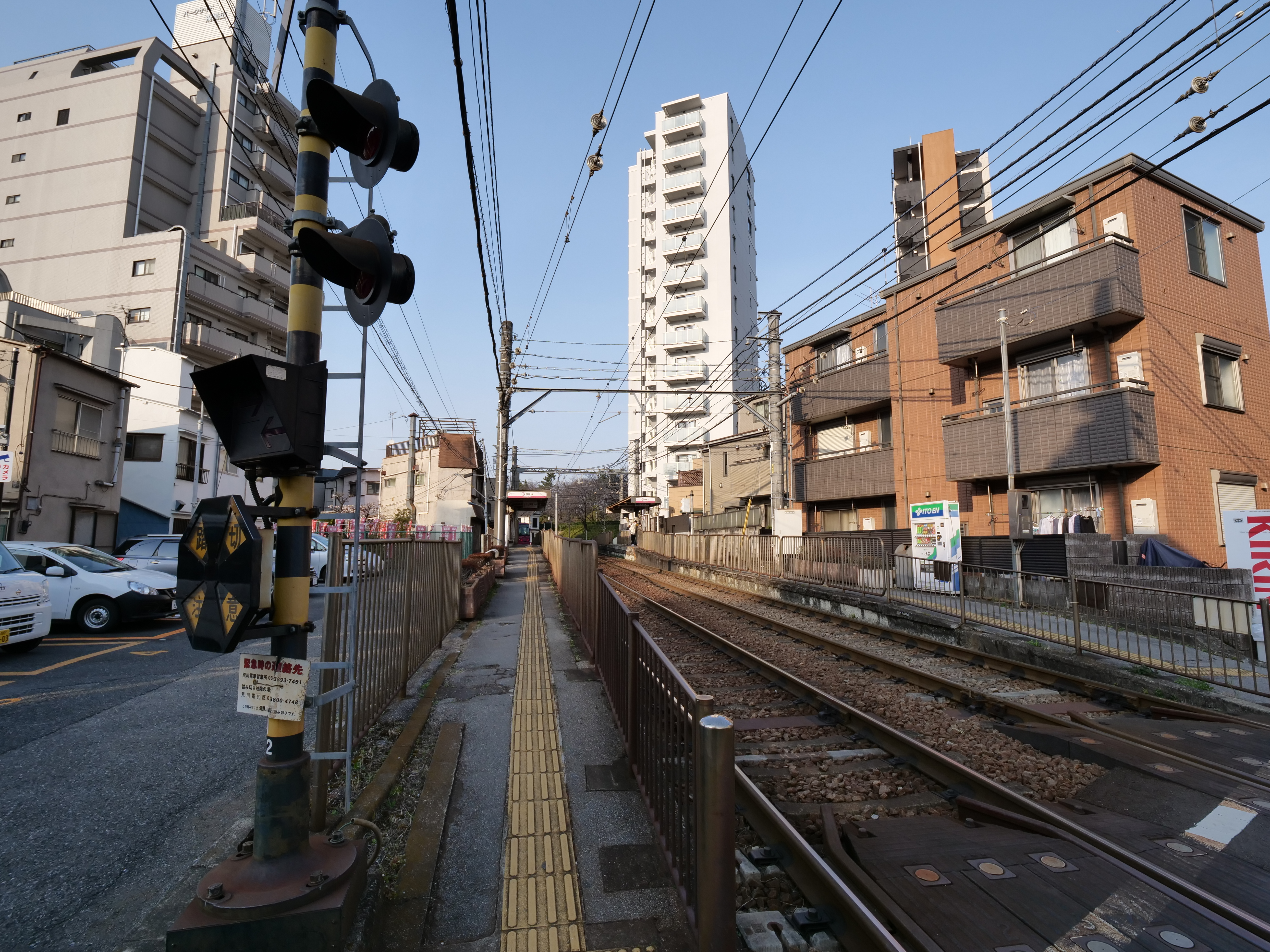
月台入口（2022年3月）

## 歷史
王子電氣軌道設置停留場後有東京市電路線直通。當初現在的荒川線與此站軌道不連通，王子電氣軌道被收購後即連通，本鄉方向起直通至王子站前。
戰後也開通了無軌電車，但後來開通的2條路線都遭到廢除，回到原本狀態。
- 1911年（明治44年）8月20日：王子電氣軌道大塚站前－飛鳥山間開業。
- 1915年（大正4年）4月17日：王子電氣軌道飛鳥山－王子（鐵道南側）間開業。
- 1923年（大正12年）4月15日：東京市電飛鳥山線駒込站前－飛鳥山間開業。
- 1942年（昭和17年）2月1日：王子電氣軌道被東京市收購。
- 1949年（昭和24年）12月1日：舊市電（飛鳥山線）飛鳥山終點與舊王電軌道（瀧野川線）連通。
- 1957年（昭和32年）1月12日：無軌電車飛鳥山停留場開業。
- 1968年（昭和43年）3月31日：無軌電車廢除。
- 1971年（昭和46年）3月18日：飛鳥山－駒込站前－本鄉三丁目－萬世橋間的都電路線（19系統）廢除。

## 停留場構造
對向式月台2面2線。
| 月台 | 路線                   | 方向 | 目的地                           |
| ---- | ---------------------- | ---- | -------------------------------- |
| 東側 | 都電荒川線（東京櫻電） | 上行 | 大塚站前、早稻田方向             |
| 西側 | 都電荒川線（東京櫻電） | 下行 | 王子站前、町屋站前、三之輪橋方向 |

## 可供轉乘的巴士路線

### 都營巴士
- 深夜02系統：池袋站東口→西巢鴨→王子站⇔豐島五丁目團地
- 王40甲系統：池袋站東口-西巢鴨-王子站-豊島五丁目團地-荒川土手-西新井站
- 草64系統：池袋站東口（一部とげぬき地藏前）-西巢鴨-王子站-尾久站-新三河島站-淺草雷門、淺草雷門南

## 相鄰停留場
東京都交通局
 都電荒川線（東京櫻電）
瀧野川一丁目（SA 18）－飛鳥山（SA 17）－王子站前（SA 16）

## 外部連結
- 飛鳥山停留場 （页面存档备份，存于） - 東京都交通局